# 호주축산공사
호주축산공사(Meat & Livestock Australia, MLA)는 식육 및 축산물의 대내외 마케팅과 판매활동을 촉진하고 고객만족을 위한 서비스 증대를 목적으로 1998년 설립된 호주 축산업계의 생산자 단체이다. 회원수는 47,500명이다.
재정은 기본적으로 축산생산자들의 부담금으로 충당하나 정부로부터 R&D 자금을 지원받고 있다. 미국, 한국, 일본, 유럽, 중동 등 5개 지역에 현지 대표부를 두고 있다.
AUS-MEAT 기준에 적합한 육류의 품질관리 촉진, 수출 면허제도를 통한 호주산 육류 및 축산물의 수출을 관장하며, 고객의 요구조건을 충족시킬 수 있는 제품 생산과 수요 유도, 축산업 전반에 걸쳐 정책결정에 필요한 산업정보 제공, 정부간 협의를 통한 해외시장 접근기회 확대를 통한 호주산 쇠고기의 경쟁력 강화를 위해 다양한 노력을 하고 있다.
회원들이 요구하는 연구에 대한 관리, 연구 완료된 신기술의 보급, 교육·훈련 서비스 및 농가에서 필요로 하는 각종 경영관련 툴도 제공하며, 실습학습을 위해 실험농장도 운영하고 있다.